# Дубровник
Дубровник (лат. Ragusa — Рагуза) је град у Хрватској и административни центар Дубровачко-неретванске жупаније. Дубровник је лука и туристичка атракција смештена на Јадранском мору на крајњем југу Хрватске у Далмацији. Од Сплита је удаљен 237 km, а од Загреба 624 km.
Три града пространог Балканског полуострва, Истанбул на источној страни, Атина на јужној и Дубровник на западној страни позната су туристичка места која уживају велику популарност међу туристима из целог света. Овај значај им је одређен самим природним (географским) положајем и богатством које их окружује што није једини разлог њихове привлачности.
У својој прошлости ови градови су били стецишта и попришта судара светских струјања и сваки од њих има свој посебан лик. Дубровник је био ношен ударом са свих страна. Због скученог простора његови бродови су се отискивали широм света а трговачке караване су продирале далеко у његову позадину. Стално окружен јачима од себе, подигао је чврсте бедеме ради своје одбране а у својој одбрани много више је користио своју дипломатију од војне снаге.

## Географија
Смјештен је на Јадранском мору, на крајњем југу Хрватске. Убраја се у један од најзначајнијих културних и туристичких центара у цијелој југоисточној Европи. Познат је по свом старом градском језгру са бројним културним и сакралним споменицима.
Популарни назив за град под брдом Срђ.

## Историја

### Оснивање града
Источни Јадран био је насељен још почетком неолита, а најближа околина Дубровника, укључујући и саме литице Рагузе, су биле насељене током бронзаног и гвозденог доба. Током старог века, центар регије се налазио у данашњем Цавтату, који је носио латинизовано илирско име Епидаур („иза шуме”). Град се под овим именом први пут помиње 47. године пХ.
Стара традиција, коју средином X века, спомиње византијски цар Константин Порфирогенит каже да су Дубровник основале избеглице из римског града Епидаура пошто су га почетком VII века уништили Словени и Авари.
Након разарања Епидаура (од стране Словена и Авара) почетком VII века у подножје већ постојећег римског утврђења стижу романске избеглице које оснивају нови град, а у њиховом залеђу насељавају се српска племена Захумљани, Травуњани и Конављани. Временом, ова српска племена насељавају и обалу, а уз тај избеглички град оснивају и своје насеље које по дубокој храстовој шуми називају Дубрава. С друге стране, романско становништво своје насеље назива по литици (латински: Laus), које ће низом фонетских промена касније добити италијанско име Рагузијум / Рагуза (Ragusium / Ragusa), које је први пут поменуо анонимни космограф из Равене око 667. године. Уски мочварни канал који је делио литицу од копна и уједно ова два насеља, насут је током X и XI века, а комплетно насељено подручје опасано је зидинама. Овим је град уједињен.

### Византијска и млетачка власт
Од свог оснивања, па све до XII века, Дубровник је улазио у састав Византијског царства. Међутим, без обзира на романску властелу, српска већина је асимиловала малобројну романску заједницу, па је за град превагнуло српско име Дубровник (насупрот романском Рагуза). За то време, град се шири и добија одређену аутономију (свог бискупа).
Почетком XI века, дубровачке лађе биле су препознатљиве широм Медитерана, а Дубровчани познати као вешти морепловци и трговци, који склапају трговачке уговоре са многим градовима и кнежевинама. Дубровник је 1186. склопио мир са Стефаном Немањом и братом му хумским кнезом Мирославом, а нешто касније и чувени трговачки уговор с босанским баном Кулином. Дубровачке лађе често морају да град бране од разних освајача: Самуило (992), Арапи (1028—1034), Нормани. Али и да ратује за туђе интересе (Нормани од 1081. до 1085).
Након пада Цариграда 1204. године, у руке крсташа, Дубровчани су били принуђено да од 1205. признају врховну власт Венеције, под чијом влашћу остају све до 1358. године. За ово време, Дубровчани дижу три безуспешне буне, али се млетачке власти нису успели ослободити. Године 1295. у Дубровнику се десио велики пожар, који је уништио цело предграђе Дубраву и велики део града Рагузум (Ragusium). Због тога, оба насеља су се спојила у једно и више се нису смеле градити дрвене куће.
Захваљујући јачању Српске краљевине, а касније и царства, Дубровник се територијално проширио на Ластово, Пељешац са Стоном, Мљет и цело Конавље. Српски цар Душан је 10. априла 1357. године поклонио острво Мљет са православним манастиром Пресвете Богородице. Свој највећи врхунац, Република је достигла током XIV и XV века захваљујући трговачким привилегијама унутар Српског царства, а касније и његових наследница, где су се Дубровчани бавили закупљивањем тргова, рудника и царина од локалних владара, чиме су додатно повећавали своје приходе. У доба свог највећег обима, република је захватала простор од Пељешца до Превлаке са деловима Конавла и Поповог поља.
Уопште, Дубровник је због граница и своје трговине имао доста неприлика са својим суседима. Доласком на власт цара Душана, град ужива привилегије у царству, али плаћа и годишњи „српски данак“ од 2.000 перпера.

### Живот у средњовековном Дубровнику
Становништво Дубровника у овом периоду било је шаролико и у етничком и у економском смислу. Основна подела била је на: богату романизовану властелу — патриције и бројно градско словенизирано становништво: занатлија, трговаца, војника, бродске посаде и писара — пучане. Процес славизације дубровачких Романа текао је постепено. Властела се дуго опирала словенизацији и утицају пучана, али је временом попуштала, па су током XIII и XIV века дозвољени мешовити бракови, а од XV и XVI века језик је замењен српским, називајући га и „linga seruiana“ тако да су „још само неки старци“ говорили старим дубровачким језиком.
Ограничен у природним ресурсима, Дубровник је своју егзистенцију пронашао у поморству и трговини. Дубровачка лука постала је главна извозна и увозна тачка балканске трговине и „врата Балкана“. Дубровачко поморство највећи степен развоја доживљава у XV и XVI веку, када Дубровачка морнарица броји око 200 бродова. Тада Дубровчани врше превоз и трговина по целом Средоземљу, од малоазијских и афричких обала до атлантских обала.
Саобраћајним везама и трговачким односима Дубровник је био у сталном контакту са европским земљама, а посебно са италијанским лукама и градовима. На тај начин он прати културни живот и достигнућа у науци и уметности и брзо их прихвата. Организована је настава у основним школама, а високо образовање је било на знатном нивоу.
Дубровачка књижевност досеже највише домете књижевности хуманизма и ренесансе међу Јужним Словенима. Многа дала Дубровчана писана су на латинском, али је значајнија књижевност она написана на српском народном језику која започиње у XV веку и продужава се све до пада Републике, а чији су представници Марин Држић и Иван Гундулић.

### Дубровачка република
Склапањем Задарског мира почетком 1358. године, поражена Млетачка република је угарском краљу морала уступити све своје дотадашње поседе на источној обали Јадранског мора, укључујући и врховну власт над Дубровником. Односи између Дубровчана и угарског краља су потом регулисани посебним Вишеградским уговором од 27. маја 1358. године, по коме су Дубровчани преузели обавезу да угарској круни плаћају годишњи данак од 500 дуката, а за узврат су добили слободу унутрашње управе и друге повластице. Пошто су угарски краљеви носили и тутулу краљева Далмације, истим Вишеградским уговором дефинисано је да Дубровник, који се налазио у историјској Далмацији, ступа под окриље угарске круне управо као део Далмације (лат. civitatem Ragusii in regno nostro Dalmacie), а не Хрватске.
У периоду врховне угарске власти (1358-1526) Дубровник доживљава највећи економски развој, али са суседима води бројне ратове против: требињских владара Стефана Војислава и Николе Алтомановића, те босанских војвода Радославом Павловићем и херцегом Стефаном Вукчићем Косачом. То су били последњи ратови, које је Дубровник уопште водио. Турци су 1466. освојили Херцеговину, али су застали пред дубровачким границама, јер су Дубровчани већ били себи осигурали заштиту турских султана.
После Косовске битке Дубровник је ступио у односе с Турцима, те је 1397. добио ферман султана Бајазита, да сме слободно трговати по целом Турском царству. После пада Србије 1459. Дубровник се обавезао, да ће плаћати султану годишњи харач за слободу трговања по Турској. Тај је харач у почетку износио 1.500 златних дуката, да би временом био повећан на 12.500, те је тако остало све до Српског устанка 1804. године.
У свему другом Дубровник је био независан, али како Османлије Дубровачкој републици дају посебна права у трговању, то дубровачку трговину још више веже за Османско царство. Дубровчани су имали привилегију снабдевати османске колоније, а и сами су имали своје колоније у бројним градовима Балкана, Италије и Блиског истока. Дубровачки трговачки бродови могли су слободно упловити у Црно море, што је било забрањено свим неосманским бродовима. Плаћали су неке обавезе мање од других трговаца, а Дубровник је истовремено уживао османску дипломатску подршку у трговини с Млечанима.
За готово 300 година турског вазалства, Дубровник се најбоље развијао у току мира, вешто одржавајући неутралност у ратовима између Турака и хришћана. Али је опет био у великој опасности за време ратова Млетачке републике са Турском, јер је она била највећи дубровачки конкурент и непријатељ. Зато се Дубровник 1684. враћа под окриље немачког цара и угарског краља. Ипак, откриће Америке и нових трговачких поморских путева око Африке, однело је превагу у трговини са Средоземног мора на обале Атлантског океана. Политичко и економско пропадање Турске током XVII века донело је такође, назадовање дубровачке трговине, а преломни тренутак је био земљотрес, који се догодио 6. априла 1667. године и порушио пола града и од ког се Дубровник више никада није опоравио.
У Загребу је 1765. године основан конзулат Дубровачке републике за целу Хрватску.
Дана 27. маја 1806. године, контролу над Дубровником преузима Француска, а исте године је Аустрија предала Далмацију и Боку Которску. Након што је без дозволе ушао на дубровачку територију и приближио се главном граду, француски генерал Жак Лористон је захтевао да се његовим трупама омогући да се одморе и да им се обезбеди храна и пиће у граду пре него што наставе да запоседну своје поседе у Боки Которској. Међутим, то је била обмана јер су, одмах по уласку у град, започели заузимање истог у име Наполеона. У тренутку почетка француске окупације, руске и црногорске трупе ушле су на дубровачку територију и почеле да се боре против француске војске, харајући и пљачкајући све на путу, а читав догађај кулминира опсадом града током које је на њега пало 3.000 топовских кугли. Године 1808. маршал Мармон је издао проглас укидајући Републику Рагузу и спајајући њену територију у државу у саставу Француског царства, Наполеонову Краљевину Италију. Мармон је полагао право на новостворену титулу „војводе од Рагузе“  и 1810. године Рагуза је, заједно са Истром и Далмацијом, припала новоствореним француским Илирским провинцијама.
Седам година након почетка окупације, подстакнути дезертерством француских војника после неуспеле инвазије на Русију и поновног уласка Аустрије у рат, све друштвене класе дубровачког народа подигле су се у општој побуни која је била усмерена против Наполеонових освајача.
Дубровник у аустријском царству
Након пораза Наполеонове Француске, одлуком Бечког конгреса 1815. године, територија некадашње Дубровачке републике је припојена Аустријском царству. У саставу ове царевине Дубровник са околином остаје све до њеног распада 1918. године.
Дубровник је 1838. године град, бивша престоница Дубровачке републике. Састоји се из града и два предграђа, Плоче и Пиле. У граду са варошима је укупно 5540 житеља, и ту се налази власт, суд и друге институције, при чему је знаменита зграда бивше Републике. Пристаниште је тесно, па се главнина промета одвија у већем и безбеднијем пристаништу у Гружу (Gravosa), где велики бродови пристају. Поред више католичких и две православне цркве, ту и Јевреји имају синагогу.
Током овог периода у граду је поново уведен италијански као службени језик, па се као реакција јавља подршка најпре илирском, а касније и српском католичком покрету, који предводе Медо Пуцић, Матија Бан, Иван Стојановић, Иван Аугуст Казначић и други. Након Револуције 1848. године, бојећи се нарастајућег српског национализма на овим просторима, Аустроугарска подстиче хрватску националну идеологију у Дубровнику, што ће век касније довести до етничке прекомпозиције у граду. Дубровник је први далматински град у коме је 1867. победила српска „народна“ странка и која је са аутономашким странкама владала до избијања Првог светског рата.
Град је све до краја 19. века био неосветљен, па је већ 1895. Франо Гондола (Гундулић), тадашњи општински начелник, донео одлуку о увођењу електричне расвете. Дана 1. јуна 1901. на Страдуну је засијала прва електрична сијалица.
Пред Први светски рад Дубровник је доживео несхватљиву ескалацију мржње и насиља. Поводом атентата на Франца Фердинанда и његову супругу у граду су приређене од стране Хрвата "манифестације". Од тужног скупа тобожњег "уцвељеног пучанства" постале су како репортер наводи - "демонстрације против Срба". Дивни Дубровник је постао једна позорница срамотних дешавања између два братска народа. Хрватски лист из Загреба је 14. јула 1914. године снимио фоторепортажу те хистерије, као драму у неколико чинова. Шовинистичка руља се усмерила на просторије "Српског гимнастичког друштва 'Душан Силни'", да би се обрачунала са свим што их подсећа на Србе. Сваки снимак је био деструктивни чин: руља окружује зграду и демолира је; скида се натпис са ње; баца у море гимнастичке справе; потапа друштвени чамац. Све то прати вика и узвици мржње и беса.

### Дубровник у Југославији
Пред крај Првог светског рата, у град су стигли први одреди српске војске, након чега ће Дубровник бити прикључен новоформираној југословенској држави у којој ће остати све до њеног распада 1991—1992. године. За сво ово време, Дубровник је важио као најпознатије туристичко одредиште Југославије. Споменик краљу Петру, постављен на Вратима од Пила, рад Ивана Мештровића, откривен је 1. децембра 1924.
У време Краљевине СХС, град је седиште истоимене области, за време Краљевине Југославије, од 1929, Дубровник је припадао Зетској бановини, а у град досељавају многи становници из Далмације, Херцеговине и Бока которске, али и руски емигранти. Дешавају се и националистички сукоби католичких Срба и Хрвата, а након Споразума Цветковић-Мачек, којим је установљена нова јединица, Бановина Хрватска, а њој прикључен Дубровник, превагу односе хрватски националисти.

### Други свјетски рат
У Дубровнику и околини пак, тек 1. јула 1941. године проливена је српска крв. Тога дана усташе су из Дубровачког затвора одвели 9 Срба, међу којима су били јереј Васил Ковачина, парох из Метковића и Марко Поповић учитељ. Међу онима били су и један Хрват и један муслиман. Сутрадан 2. јула, све су их поубијали на Рудинама код Стона. Претходно су их међусобно везали жицом и „убили су их крампама, лопатама, чекићима. Ломили су им руке, ноге, ребра, вилице и друге делове тела. Тако су мученичком смрћу завршили своје животе“. Говорило се да су алат, којима су убијали, узели од месног римокатоличког свештеника думе Иве Драгићевића.
Једна група омладинаца - већином великошколаца из Дубровника и околине, отишла је у Требиње и првога јула поубијала већи број виђенијих Срба у месту и околини.
„Првога јула у шест сати изјутра“ каже прота Поповић „одјекнули су први пуцњи и врели меци убили су на кућњем прагу Васа Бабића, Влада Н. Поповића, Милоша Брковића, Властимира Паликућу, Гаврила Ковачевића, Радована Лечића, Шћепа Ђурића, Душана Ногулића, и Илију Бабића.
Током Другог светског рата, град Дубровник са Пељешцом је био под контролом НДХ, а усташким јединицама командује Иво Ројница. На ширем простору око Дубровника, значајно делује Дубровачка бригада Југословенске војске у отаџбини, састављена добрим делом од Срба католика. Крајем 1944. партизанске снаге користе повољан тренутак и заузимају Дубровник са околином. Уласком у град, врше одмазду над свим „сумњивим елементима“ стрељајући неколико стотина Дубровчана.

### СФРЈ
У социјалистичкој Југославији овај град постаје део Народне/Социјалистичке Републике Хрватске, а нове власти након 1945. досељавају неколико хиљада колониста из руралних делова западне Херцеговине како би „пролетизирале град“, јер је Дубровник важио за „буржујско легло“. Након Хрватског прољећа, ово досељавање постаје организованије и масовније, што значајно мења демографску слику општине. То изазива сукоб староседелаца и колониста, који постаје знатно видљивији почетком 90-их. Године 1979. територија Старог града је укључена у Листу светске баштине УНЕСКОа као град музеј и најзначајнија туристичка атракција у Југославији.
Године 1990. Република Хрватска се проглашава наследницом СР Хрватске, а следеће године проглашава и независност од Југославије. Федералне власти не признају ову одлуку и задржавају јединице Југословенске народне армије (ЈНА) на делу њене територије, укључујући и један део Дубровачке општине.

### Дубровник у последњем рату
Нове власти на челу СР Хрватске, до децембра 1990. мењају устав, име и симболе државе, а до маја 1991. формирају и незакониту армију од 90.000 наоружаних припадника названу Збор народне гарде. Како Дубровник пре рата није имао војних објеката, припадници ЗНГ су смештени у неким хотелима.
Средином септембра 1991. хрватска паравојска отпочиње организоване нападе на све касарне ЈНА, а затим и блокаду лука Југословенске ратне морнарице. ЈНА напушта Корчулу и Вис, али због борбених провокација хрватских снага на простор БиХ из правца Дубровника, у октобру се враћа и брзо заузима територију од Превлаке до Дубровника, укључујући и Купаре.
Поједини западноевропски медији су извештавали о варварском разарању града од стране ЈНА, а о читавом току и позадини сукоба се извештава врло контроверзно. Западноевропске владе оптужују СР Југославију за рат. Југословенска страна у новембру прекида офанзиву и повлачи војску северно од Дубровника у требињску општину.
Остаје забележено да су артиљеријски напади на Дубровник оштетили 56% његових зграда у одређеном степену, пошто је историјски град са зидинама, који је под заштитом Унеска претрпео 650 удара.
У новембру се у Цавтату окупља Покрет за аутономију Дубровника и обнављају Дубровачку републику. На скупу се успостављају и привремени органи власти, а предводи их Александар Ацо Аполонио. Циљ Покрета био је одвајање општине од Хрватске, међународна заштита и међународно признање будуће државе, те касније, њен улазак у састав неке нове, будуће југословенске федерације. Петог децембра вицеадмирал ЈНА Миодраг Јокић пристаје на прекид ватре у Дубровнику, као и на ублажавање поморске блокаде града а 6. децембра гранатиран је Стари град.
Почетком априла, ЈНА повлачи своје јединице са Дубровачког подручја, а са овим повлачењем, распушта се и самопроглашена Република, и у избеглиштво заједно са војском се повлачи око 15.000 цивила. Хрватске снаге користе ово повлачење, те касније из правца Дубровника изводе бројне офанзиве на српска села у источној Херцеговини.
На целокупном подручју бивше општине Дубровник, од Превлаке до Пељешца, од укупно 27.633 куће и стана оштећено је њих 13.900. Од тог броја у најтежу категорију оштећења уврштен је 2.071 стамбени објекат, који је спаљен или у потпуности уништен. Потпуно су опљачкани, спаљени и уништени објекти „Дубровачких подрума", Аеродроми у Чилипима, Луке Груж, АЦИ марине у Комолцу, хотелима у Плату, Млинима и Сребреном, хотелу "Либертас", "Белведер", "Империал", хотелима ХТЦ "Дубрава Бабин кук", хотелу "Адмирал“ у Сланом и бројним другим.

### Дубровник у 21. веку
Град је постао једна од главних туристичких атракција Хрватске и изузетно прометан град, чему је посебно допринела обнова међународног аеродрома као и изградња нових и адаптација постојећих граничних прелаза на територији Дубровачко-Неретванске жупаније, због саме чињенице да је удаљеност до границе са Босном и Херцеговином и Црном Гором релативно мала, а промет је сваке године бележио повећање.
У трећој деценији 21. века разматра се увођење друге директне авио-линије до Сједињених Америчких Држава која би имала за циљ боље позиционирање овог прометног транспортног чворишта на међународном нивоу.

## Споменици дубровачког развоја
Већ на првом кораку пред Дубровником поглед се зауставља пред монументалним зидинама, којима је у дужини од два километра оцртана физиономија града. Оне га надвисују и заокружују са свих страна. Ове зидине су једне од најлепших зидина у Европи. Њихов заметак потиче још из времена оснивања града. Већ од 8. века потичу камени зидови у кречу. Тврђава Свети Иван је била порушена и у 14. веку је обновљена у њој се налази и поморски музеј као и етнографски и акваријум. У исто време када је обновљена ова тврђава заштићена је и лука што је градио Паскоје Миличевић. Прве зидине према западу грађене су још у 10. веку и њихово проширивање и завршавање у садашњем облику траје до 16. века када кула Бокар добија кружни изглед.
О тврђави Ловријенац постоје разне легенде и једна од њих говори да су на том месту Дубровчани предухитрили Венецију да сагради своју тврђаву која би угрожавала Дубровник. Имамо поузданих извора о постојању ове тврђаве тек у 14. веку када се зна да је била наоружана великим бројем топова а грађена је све до 16. века. У њој се данас изводи представа Хамлет чије извођење на овом месту због природног и изграђеног окружења представља посебан доживљај.
У издигнутом углу северозападне стране града на земљишту породице Наштетић подигнута је у 14. веку једна кула која је замењена касније новом тврђавом које је најлепша. Започета је у 15. веку и у зидању је учествовао цео град. Основ јој је изградио фирентински мајстор и ренесансни архитекта Микелоцо Микелоци који је радио и на појачавању западних зидова за Републику. Минчету је довршио Јуриј Далматинац који је суделовао и на подизању зидина и тврђава у Стону. Испред зидина према копну је био ископан дубок ров.
У исто време када су завршаване зидине приступило се и зидању тврђаве Ревелин која је била окренута према североистоку и ова тврђава је грађена као одбрана од Турака у првој половини 16. века. Њена унутрашњост се обнавља у културне сврхе и у њој је 1954. године подигнут споменик палим борцима у народноослободилачком рату рад Фране Кршинића.
На свим тврђавама је уклесан споменик Светом Влаху, који је заштитник града. Све су то стари кипови изузев оног код врата од Пила који је израдио 1922. године вајар Иван Мештровић када је извршена реконструкција овог простора.
Када се дође на плацу кроз врата од Пила ту се налази неколико споменика. Са десне стране се налази Онофријева чесма коју је подигао Онофрио де ла Кава 1438. године када је саграђен водовод у Дубровнику а са леве стране се налази мала црква Светог Спаса грађена у романском стилу након потреса 1520. године и то је рад домаћег мајстора Петра Андријића и његове браће која делује јако ефектно.
У позадини чесме налази се стари самостан Свете Кларе подигнут 1290. године који је био порушен у великом земљотресу па је после тога обновљен. Овде је некад (1432. године) било једно од најстаријих находишта у Европи.
Уз цркву Светог Спаса на почетку Плаце истиче се својом монументалношћу црква и самостан Фрањеваца (Мале браће) са црквом и звоником од 44 м. Ова је грађевина саграђена у 14. веку у готском стилу а њен портал из 1458. године дело је домаћих класара Леонарда и Петра Петровића. Звоник је довршен у 15. веку. Велики земљотрес је знатно оштетио ову цркву и код обнављања су уместо готичких постављени барокни простори. У позадини цркве налази се велики самостан са клаустром који је градио Миха Брајков из Бара. Овде је била најстарија апотека у Европи.
На месту где Плаца заокреће на југ налази се градски звоник саграђен 1443. године од дубровачких градитеља Радончића, Грубешевића и и Утишеновића. Због попуштања насипа на којем је подигнут он се почео нагињати па је 1929. године разваљен и саграђен у старом лику.
На малом тргу поред звоника налази се једна од најсликовитијих палата у Дубровнику која се још од старина назива Спонза, значење овог имена није разјашњено. Грађевина има знатну уметничку и историјску вредност. Због стилова у којим је грађена сматрало се да је грађена кроз дуги низ година. Новија истраживања су утврдила да је ова готичко ренесансна грађевина у један мах од 1516—1521. године по моделу домаћег мајстора Паскоја Миличевића, који је био познат по својим радовима у градској луци. Зграда има у приземљу трем са пет стубова и шест лукова а у дворишту је осам побочних лукова. Класарске радове су извели браћа Андријићи (Градитељи цркве Светог Спаса). Зграда је била намењена за царинарницу а касније је била ковница државног новца. У 17. веку она је била седиште „учевних академија“. У току 19. века овај споменик је био унакажен и запуштен али је у неколико фаза обновљен.
Сучелице Спонзи је постојала црква Светог Влаха саграђена у 14. веку у романском стилу са богатом декорацијом Ђовани да Сима. Ова црква је преживела потрес 1667. године али је 1706. изгорела до темеља а затим је на истом месту подигнута 1715. и довршена барокна грађевина (Н. Гропели). У пожару је остао сачуван само кип Светог Влаха. У цркви се налазе и вајарска дела кипара Лазанића из 16. века.
Између ове цркве и палате Спонзе се налази Орландов стуб (1418. године) са кога су проглашаване наредбе сената и на којем је у свечаним тренуцима био барјак Републике. У близини је смештена мала чесма у готичком стилу (1438. године).
Између звоника и двора налазила се зграда Великог већа која је била саграђена 1344. и изгорела 1616. па је на њеном месту подигнута 1682. године нова општинска политичка зграда у којој је и сада седиште Народног одбора општине. Под њеним кровом се налази и градско позориште а у приземљу је велика градска кафана.
У групи споменика Кнежев двор спада на прво место по историјској вредности. Ово дело је у стилу готике и ране ренесансе и радили су га Онофрио де ла Кава из Напуља, Фирентинац Микелоцо Микелоци и Јуриј Далматинац и дело је домаћих градитеља и клесара из 15. века. Данас је Кнежев двор добио опет своју достојну намену и у њему је уређен културно историјски музеј, у приземљу је смештена научна библиотека, а у акустичном атријуму се држе концерти.
Простор пред двором се завршава масивном Столном црквом са издигнутом куполом. Ова катедрала је као и остале грађевине прошла кроз разне фазе развоја. У Дубровнику је подигнуто више малих цркава од њих су остале само рушевине у раном 12. веку градња нове катедрале се знатно истицала у погледу градње ових цркава својим сјајем и значајем. Она је била једна од најлепших цркава свога времена. Олтари и стубови су били обложени мермером. Стара скупоцена црква је срушена у земљотресу 1667. године па је на њеном месту подигнута барокна црква. Унутрашњост ове цркве није такова како је била стара црква. На главном олтару се налази слика „Госпинoг успења“ дело Тицијана или његовог ученика а ту је и још 6 слика италијанских мајстора. У чуваном реликвијару се налазе реликвије и драгоцености светачких мошти међу којима се истиче глава Светог Влаха у форми византијске круне (12. век). Према прочељу катедрале гледа бискупска палата које није била срушена у земљотресу и сачувала је свој изглед.
Иза палате се налазе две пољане Бунићева и Гундулићева на којој се налази споменик Ивану Гундулићу који је рад Ивана Рендића.
Са Гундулићеве пољане води широко барокно степениште из 1735. године које води на трећу малу пољану названу по Руђеру Бошковићу а на овој пољани се истиче зграда које је била гимназија „Колегијум Рагусум“ а до ње је велика језуитска црква са барокним прочељем која је грађена после потреса крајем 17. и почетком 18. века.
Паралелно са Плацом се протежу две паралелне улице: са северне страна Пријеко, а са јужне улица од Пуча.
Суседне попречне улице воде до зграде из 16. века која се зове „Рупе“ у којој је било складиште жита.
Улазећи из предграђа Плоче прелази се дрвени мост изнад којег је тврђава Ревелин. Овим путем се улази у простор градске луке. У овом простору се налази црква и самостан Доминиканаца (Бели фратри). Градња је започела 1304. године и трајала је до 15. века. У овој цркви чија је унутрашњост једноставна има слика велике историјске вредности. Двориште самостана окружено је аркадама и стубовима на којима почива тераса. Клаустер су градили домаћи мајстори клесари Утишеновић и Грубач, а по нацртима фирентинског мајстора Масо ди Бартоломеа.
Уз саму цркву Доминиканаца и изнад старих радионица дубровачких клесара налази се црква Св. Себастијана из 1466. године која је у 19. веку претворена у затвор а затим у складиште. Крај врата од Плоча подигнута је и црква Благовести такође у готско-ренесансном стилу коју су такође градили домаћи мајстори Андријићи.
Посебно место у Дубровнику заузима чаробно мало острво Локрум. Већ у 11. веку је овде било бенедиктинаца и још су сачувани делови цркве која је била срушена.
Позната је легенда о енглеском краљу Ричарду Лављег срца кога је олуја наводно захватила у повратку са трећег крсташког рата па га избацила на ово острво. Према завету требало је да он изгради цркву на месту где је спасен, па се томе приписује богати дар за градњу катедрале у Дубровнику.

## Срби у Дубровнику
Још је српски цар Душан слао младе људе - двадесеторо деце племенитог рода у Дубровник, "на васпитавање". Цар Душан је са супругом и сином Урошем и био у Дубровнику 1351. године, да утврди трговачке уговоре. У граду је основао и једну богату библиотеку. Сачуване су неке хрисовуље које је писао српски цар у самом Дубровнику, током боравка у њему. После смрти цара Душана пореметили су се односи са српском властелом. Био је угрожен њихов главни трговачки пут ка истоку, па је трговина запала у кризу. Српски кнез Војислав Војиновић је и ратовао против Дубровачке републике, а пљачкањем дубровачког земљишта направио им је штету. Дубровчани су затражили помоћ од цара Уроша, који је у дипломатску мисију послао најугледнију личност на српском двору. Био је то кнез Лазар Хребељановић који је јуна 1362. године боравио у Дубровнику, као посредник довео је до мира. Склопљен је његовом мировни споразум између Војиновића и Дубровчана, у Оногошту (Никшићу). Под Лазаревом заштитом повратила се сигурност трговачким послова у српској држави. После Косовске битке у јесен 1389. године Лазарева удовица, књегиња Милица је захваљујући заслугама свог мужа, добила уточиште и сигурност у Дубровнику. Тако ће учинити и други Срби, попут њене кћерке Оливере-Деспине након погибије мужа турског султана Бајазита (1403), па Бранковићи током 15. века и други.
Политички у правном смислу Дубровник никад није припадао Србији, "али великим делом крви његове и својим културно-историјским задатком он је припадао српскоме народу". Његова судбина је уско повезана и преплиће се са судбином Срба. Тако Срби са Аварима разорише римски град Епидавар (Епидаурус) у 7. веку, а расељеници дођоше ту и у близини засноваше насеље у храстовој шуми (дубрави) - Дубровник. Градске зидине су подизане помоћу српског владаоца Павлимира, и то прво на јужној страни. Али прави темељ његовом богатству и значају и пре свега културној улози у српским земљама, постављен је у 7. веку. У њега се тада населио део босанске властеле, са иметком својим. Срби насељеници су донели са собом своје друштвене и трговачке везе са српским земљама, и тако приближили граду значајно потенцијално тржиште, што је подстакло развој и богаћење Дубровника. Заиста биле су нарочито чврсте везе са Босанцима и касније, током његове историје. Они су по дубровачким законским одлукама и уговорима били дуго привилеговани.
Дубровачка република почиње експанзију од 11. века, по околним насељима, које је купила властитим новцем или поклоном српских владара и властеле. У њено окриље су ушла места: Жупа, Груж, Река, Шумет, Конавље, приморје од Петрова села до Стона, те острва Каламота, Лопуд, Ишпан, Ластово и Мљет. Народ је ту био православне вере, имао је своје цркве и манастире, што су их српски краљеви подизали. Нарочито је значајан православни манастир Св. Богородице на Мљету, којем је српски краљ Стефан Првовенчани велике задужбине поклонио. За овим следи православни манастир Св. Николе у Стону. Али њихове богомоље су одавно остале у рушевинама, као што се констатује 1877. године. Православни монаси су били отерани од стране агресивних католичких фратара, и зна се да су стигли на Свету Гору, у манастир Св. арханђела Михаила.
У Дубровнику и околини било је вековима интензивно покатоличавање православних становника. О томе сведоче два документа 1347. и 1394. године. Епископска православна столица у Стону је зато премештена северније, у Херцеговину. Мада су непрекидно пред Турцима пристизале имућне српске породице у град, није имао ко да их заштити од новог таласа покатоличавања. Православци у Дубровачкој републици су под притиском 1333. године прешли у католицизам.
Руски цар Петар Велики је у своје време упутио заповедно писмо Дубровачкој републици. У писму је тражио да Сенат дозволи његовом поданику грофу Сави Владисављевићу, да овај подигне православну цркву у Дубровнику. Међутим дубровачки Сенат је то избегао, гласајући одлучно и једногласно против. Касније, након ратног сукоба у којем су страдали дубровачки ратни бродови, руски конзул се од 1778. године настањује у Дубровнику, да би изблиза контролисао везе Дубровника и Турске. У то доба живеле су у Дубровнику српске православне породице: Петровић, Касић, Вишевић, Лучић, Куић, Ћопић, Терлаје.
Тек крајем 18. века, дошли су бољи дани за тамошње Србе, којима се стално прикључују православни насељеници, јер су добили своју цркву и православног свештеника. До тада или су морали далеко ићи на богослужења, чак до манастира Дужи код Требиња, или су им попови тајно долазили у куће. Права за православце су покренули избегли Грци, пристигли бродовима на територију Дубровачке републике. Прилика да се у граду изгради православна црква била је 1789. године када је руски конзул Ђика, могао исту да подигне за своје потребе - али није "из обзира". На крају, неколико православних породица купило је 14. марта 1790. године једну кућу ван града - од удовице Салумије Лучић и њене кћерке (из Трста), у Посату, и у њој довољно опремљеној су тајно одржаване црквене службе. Биле су то православне породице: Петровић, Милашиновић, Јакшић, Балтић, Башић, Кукавица и Аћимовић. У прво време требињски калуђер Пајсије Јовановић, је у кући на столу полагао антиминс и службу изводио. Монаси Јанићије Правица, па Нектарије Зодовић, су као и они пре и после њих, добијали од дубровачких верника плату 150 гроша. Пајсија је заменио Леонтије Обрадовић (1798—1800), па долазе Никодим Јовановић, Симеон Јовановић (1803—1809) из манастира Бања код Рисна. Ускоро дође у Дубровник митрополит мостарски Антоније, који у тој богомољи освешта капелу и у њој достојну часну трпезу. Богослужења почеше да се јавно одржавају од 1800. године, а уз њу се успостави православна црквена општина дубровачка. На наговор руског конзула Фонтома, иначе Француза католика, 1803. године Срби доградише уз кућу торањ са звонима. Почело се отварати православно гробље у башти те куће - цркве. Када су ушли Французи у Дубровник 1806. године, православци су добили и верску слободу; капелу су назвали црквом. Потпуну црквену и грађанску слободу добили су Срби православни 1813. године. Пароха Симеона Јовановића заменио је Стефан Новоселац (1811—1814), па Теодосије Трескавица (1814—1818)(Ногулић?), калуђер из братства манастира Крке. Долази време нових калуђера свештеника, попут Јанићија Радиновића (1819—1820), Макарија Грушића (1821—1825). За једну страну биографску књигу преведену на српски језик било је много заинтересованих Срба Дубровчана 1830. године. Први на листи пренумераната био је парох дубровачки поп Симеон Илић (1825—1831) са три егземплара, затим Јован Папић (родом Шибенчанин) црквени служитељ, остало су били трговци и занатлије - Херцеговци углавном. Били су то бивши становници Мостара (највише), Требиња, Фоче, Херцег-Новог, Дувна, Сарајева, Гласинца, Црне Горе. Хризантије Николајевић из Врлике био је 1831.1833 године администратор парохије дубровничке. Православно гробље је 1837. године премештено у Бониново, где су саградили и капелицу само за сахрањивање.
Први прави "мирски" православни свештеник био је Сремац, поп Георгије Николајевић (1833—1858) родом из Јазка. Године 1838. он у својој парохији има 70 православних фамилија са 380 душа. Био је то врло просвећен парох са много заслуга који ће постати и владика. Николајевић је иначе дошао 1829. године у град и био учитељ 1830. године, када је школа затворена рукоположен је за свештеника 1833. године. Своју прву праву православну цркву Дубровчани су добили и освештали 21. октобра 1877. године. Богомоља је иначе подигнута на кућишту "Ђина Палмотића, славопојца - стихотворца Христијаде" (велика певанија у 24 песме, о животу и страдању Христовом). Храм је посвећен празнику Св. Благовештењу, а 1898. године у њој службује поп Јован Бућин, као парох. Тада је стара кућа-црква у Посату престала да ради. Али су је поново 1906. године православци реновирали и отворили, обележавајући дан кад су их Французи ослободили 1806. године. На гробљу 1897. године постоји црква Св. Арханђела. Број православних верника 1898. године био је преко 850 становника. Црквено-општински савет православаца 1897. године чинили су: Никола Бабић, Михаил Милишић, Стеван Бравачић, Јово Герун, Саво Вулетић, Јово Бердовић, Михаил Ћуковић, др Стеван Кнежевић и парох. У православној цркви чувао се (1893) средњевековни крст, дар српског цара Уроша, који се у младости некада, у Дубровнику образовао. у Благовештенској цркви је 1904. године даван парастос након 25 година од смрти тамошњег српског добротвора Божа Бошковић.
Павле Ђурђић, путописац Дубровчанин, писао је у 16. веку о Македонији.
Дубровник је био велики конкурент Млецима (Венецији) и просперирао је због својих братских - "ближих" веза. Дубровник је био битан центар трговине српских земаља и њихова веза са светом - а заједно чине економску целину. Трговачки копнени пут између Дубровника и Цариграда који су прелазили "каравани", ишао је главном трасом: Плоче, Сарајево, Фоча, Рашка и Пазар, Ниш, Софија, Једрене. Било је и других, алтернативних путева, попут требињског. Со је била један од главних артикала дубровачке трговине. Срби су се досељавали у Дубровник приликом сваког јачег превирања и сукоба, и то су били богати невољници. Тако су 1460. године у град доселили: Марко и Радивој Вучковић (браћа војводе Иваниша), и требињске породице - Љубишић, Медицијеновић, Рудивовић, Доброшевић и Влатковић. Из Благаја се спустила породица Ђорђа господара Благајског. Град Дубровник им је био "уточиште и закрилник", а ту се склањало и благо и драгоцености "у поклад" (као што то ради Швајцарска). Средњи син српског деспота Угљеше, Тврдислав се након српске пропасти на Марици, населио у Дубровнику, и постао легитимни Дубровчанин. Каже се да "струја српског богатства и српске интелигенције јури у Дубровник", почев од Косовског боја. Балша као заштитник Дубровачке републике је повратио турског Еурен-пашу, кад је овај кренуо 1416. године да пороби Дубровник. Дубровник је у 15. веку уживао заштиту Угарске, али у њему расте и даље га обликује жилави српски народни дух. Сачуван је уговор између Стевана Радослава и Дубровника из 1234. године, о бројним виноградима које су закупили приморци у Србији. Из уговора који су склопили српски краљ Владислав и Дубровчани, види се да приморци фактички признају српског владара за суверена. Добро је познато да су за време деспота Ђурђа Бранковића, Дубровчани држали главне српске руднике сребра и злата, и експлоатисали их - пред Турцима. Живели су ови у многим српским градовима, на пример Скопљу и тамо имали некретнине, а бавили се трговином.
Академик Стојан Новаковић је писао (1901) на тему старе дубровачке књижевности: "Баш је Дубровник српска струја почела освајати нарочито 16. века, што се може најлакше видети по самом језику дубровачких писаца". То је био град Држића и Гундулића, али најлепшу слику о њему дали су у 19. веку племићи Пуцићи (старином Херцеговци), пре свега песник и српски родољуб (а католик) Медо Пуцић. Са корица једне изузетне књиге која представља првокласни "споменик Српству" у Дубровнику, види се Пуцићева изузетност. Он је био 1858. године аутор књиге нарочито вредан пажње јер је "кнез Медо Пуцић, био властелин дубровачки, граф загорски, витез јоанитски, коморник Њ:К. величанства шпанског младенца Војводе од Парме, члан Римске Академије од Квирита и царског и краљевског Бечког Друштва за истраживање и сачување старина". Такав дични "Европејац" а српског рода, а још католичке вере "преписао с дубровачке архиве" - објавио је изванредно историјску збирку докумената о Србима средњег века, на ћирилици у Београду. Било је то дело са насловом: "Споменици Србски од 1395. године до 1423. године тј. Писма писана од Дубровачке републике краљевима, деспотима, војводама и кнезовима Србским, Босанским и Приморским". "Граф" Медо је био неуморан књижевни радник и читалац; много српских књига је купио или за њих скупљао претплату. Скупљене песме са његовим ликом, објавила је 1879. године књижара браће Јовановић у Панчеву. Медо је био и један од васпитача српског краља Милана Обреновића. Умро је 1882. године у 61. години живота у родном граду. Српство му се на жалост мало одужило, мало га се сећа, још мање познаје и признаје.
Када је реч о Гундулићу, зна се да је дубровачки властелин Трајан Гундулић ишао у Београд, да тамо доштампа српско јеванђеље.
У Дубровнику је 1893. године подигнут споменик Џиву - Иву Франа Гундулића, песнику старом српском. Још августа 1888. године поводом тристо година од његовог рођења, Дубровачка омладина је покренула акцију да му се подигне достојни споменик. Обратили су се целом југословенском простору одакле су очекивали финансијску помоћ. У лето 1893. године професора Александра Сандића, Новосађанина, најбоље је примио у "некадашњем кнежевском двору", тадашњи градски начелник "прави властелински кољеновић" барон Фране Гундулић.
Јован Нејмаровић купац и житар "Рагузински", а родом из Мостара, набавио је 1833. године једну књигу у Београду, као тамошњи претплатник. Пре 1840. године постао је члан Матице српске у Пешти, Петар Томић трговац у Дубровнику, који је уплатио основни члански улог од 40 ф.
Аустријски цар Фрања Јосиф је 6. новембра 1870. године донео решење о установљену нове православне епархије за Боку и Дубровник, који су до тада спадали под јурисдикцију Далматинске епископије. Постављен је за првог епископа архимандрит М. Драговић. Њега је заменио 1874.1877 године епископ Герасим Петрановић, познати српски књижевник и родољуб.
Ђорђе Николајевић био је професор српског и немачког језика за трговачку омладину у Дубровнику (1830—1833). Касније, 1885. године је постављен за митрополита дабро-босанског, што је био до смрти 1896. године.
Нова српска православна црква у Дубровнику видели смо, грађена је 1877. године, и могла се поредити са оном у Трсту. Дубровачки православни пароси су били: Ђорђе Николајевић (1833—1858), Божидар Јанковић (1860—1868), Теодор Јанковић (1864—1874), Јован Бућин (1894), Сава Барбић (1905), Јово Вукелић (1907)... Прву српску школу у Дубровнику је по доласку отворио први учитељ Георгије Николајевић 1830. године. Како је та школа била забрањена, Георгије се рукоположио за свештеника и наставио живот у Дубровнику (од 1829) као парох. Он је у кући близу цркве поново отворио школу, и то је била "катихизација". Праву јавну школу по закону уређену добили су Срби у Дубровнику 1848. године. Учитељи српске народне школе у Дубровнику били су поред поп Георгија (1830—1850), и Теодор Јанковић свештеник - капелан и учитељ (1850—1864), Јован Новаковић капелан и учитељ (1864—1870)...
Био је веома тражен Вуков драгоцени богати Речник у Дубровнику 1818. године, али узимали су га Срби дубровачки родом Херцеговци. Од 21 пренумеранта њих 12 су били Требињци, пет Мостараца, два из Бара "у Арнаутској", по један из Сарајева и Стоца. Вукове српске народне песме стигле су 1823. године у Дубровник, код читалачке публике коју су чинили: учитељ Јован Владисављевић, Димитрије Миланковић, Јован Шкуљевић, Стефан Ђуросавић и Ристо Петар Мичић. Читали су "Сербски летопис" 1826. године грађани Дубровника: Јован Владислав учитељ, Јеремија Гагић руски вицеконзул, те трговци Јован Симић и Јован Шкуљевић. Купац српске књиге (ћириличне) у Дубровнику је 1831. године био професор Ђорђе Николајевић. Претплатници једне забавне књиге 1832. године записани су у "Рагузи": поп Хризантије Николајевић администратор дубровачке парохије, великокупци Перо Томић и Стефан Ђурасовић, трговац Јефто Куљевић, Јово Вуковић златар, Ристо Н. Мичић трговац, Тодор Чучковић трговац, Георгије Н. Ковачевић трговац, Никола Племић трговацЈово Лајновић трговац и Спиро Опуха. Дубровачки парох Георгије Николајевић превео је и објавио 1840. године једну поучну књигу за омладину. Захвалио се за помоћ дубровачким трговцима и "родољубивим Србима": Петру Томићу, Ристићу Лучићу, Стефану Шкуљевићу, Стефану Ђурасовићу, Христифору Голићу и "цјелом православном обшћеству дубровачком". А у списку пренумераната нашао се 51 читалац у Дубровнику. Године 1843. у Дубровник је отишла једна српска књига, коју је узео Александар Бановић - "за библиотеку Србску Дубровачку". Давидовићеву српску историју на ћирилици купили су поносити Срби Дубровчани 1846. године: протопрезвитер поп Георгије Николајевић, те "поштенородна господа трговци и родољубци Дубровачки" Христифор Лучић, браћа Шкуљевићи, Лазар Павловић и Ђуро Ковачевић. Вук Караџић је походио више пута Дубровник, и био је омиљени гост и драг пријатељ тамошњих учених људи, пре свега Срба. Књигу Вука Ст. Караџића набавили су 1849. године читаоци дубровачки: Јеремија Гагић (вице)конзул руски, прота дубровачки Ђорђије Николајевић, и још седам грађана. Књигу Рашићеву објављену у Бечу 1852. године купили су Дубровчани: Јеремија Гагић руски конзул и Георгије Николајевић прота. Српску историју су са знатижељом читали у Дубровнику њени "први људи", поред православаца и католици (Срби). На списку су иза скупљача "графа" Меда Пуцића и поп Божидара Јанковића, бискуп дубровачки Вицко Чубранић, Стјепо Скурла "свећеник", Фрањо барон Гундулић, др Иво Казначић, Ловро Кукуљица предавач на Богословији и други. Претплатници српског календара у Дубровнику су те године били: Јонин руски конзул, православни парох дубровачки Божидар Јанковић (то и 1867), свештеник и учитељ Јован Новаковић (то и 1867) и још 17 дубровачких трговаца Срба.
Бошковићи трговци су држали своју библиотеку у Дубровнику, и добили су на дар 1865. године пошиљку издања Друштва српске словесности из Београда. По један егземплар од сваке тог друштва објављене књиге им је поклоњен. Та породична библиотека је била врло богата и што је важно - отворена за све, драгоцена нарочито за све књижевнике и учене људе.
Године 1843. претплатници једне српске књиге били су у Дубровнику: Библиотека "Србска дубровачка", Александар Бановић и Елена Перин "љубитељница читања". "Дубровачка народна читаоница" је 1866. године планирала да изда забавник под насловом "Дубровник". Сарадници ће бити Медо Пуцић, Матија Бан са трагедијом "Цар Лазар", Вук Врчевић, Јован Сундечић, Нићифор Дучић, Нико Путица и др. Био би то велики формат са 500 страница, по цени 1 ф.
Другу књигу, историјску расправу о Богумилима, купују Дубровчани 1867. године, а поред познатих имена ту је и "Библиотека православне општине" (ту и 1870). Дело о црногорском јунаштву, набавили су дубровачки поштоваоци писане речи: Константин Петровић руски конзул, са својим секретаром и официром; затим кнез Нико Пуцић, барон Франо Рундић, и много домаћих и страних трговаца. Омиљен је међу Дубровчанима Вук, и то се види по пренумерантима сваке његове књиге. Тако 1867. године српску књигу купују у граду: руски и отомански конзул - Константин витез Петковић и Антун Пржић, Јонин руски секретар, кнез Нико Пуцић потпредседник далматинског сабора, кнез Медо Пуцић песник и списатељ, Петар Будмани списатељ, Иво Казначић списатељ, Фрањо Гргуревић професор, Антун Казали песник, Ловро Кукуљица професор Богословије, више грађана и трговаца, и установе Славјанска читаоница и Српска народна школа. Библијску књигу "Псалми Давидови" објављену 1868. године узели су многи Дубровчани, међу којима: кнез Нико Пуцић, кнез Медо Пуцић песник, кнез Пајо Пуцић одвјетник, Петар Чингрија одвјетник, Српска школа у Дубровнику, Народна штедионица у Дубровнику, Нико племенити Гладић и руски конзул Петковић. "Дубровачка Народна читаоница" изабрала је 1899. године своју Управу, у коју су ушли изабрани чланови: Никола Ђивановић, др Стеван Кнежевић, Др Антун Пуљези, Франо пл. Бизаро-Охмучевић и Јосип Мичић.
Дубровчанин Матија Бан објавио је 1851. године у Новом Саду, ћириличну књигу са насловом "Мејрима или Бошњаци". Исто дело је посветио како пише: "Племенитом господину, кнезу Лукши Гучетићу, од прастарога србско-дубровачког властелског кољена Гучетовићевог потомку; садашњем тајнику при ц и к посланичеству код саксонског двора - родољубцу срдачном". Кнез Гучетић ће посвету добити као "добротвор" српске књиге објављене у Загребу, и 1859. године од Стевана Павловића преводиоца. Кнез Дубровчанин се тада налазио у Риму, одакле је поручио 30 примерака тог дела. Потписао се г. кнез Лукша Гучетић-Овчаревић као "витез од Малте и ималац више ордена.
"Српско друштво 'Слога'" у Дубровнику 1875. године је било врло активно. Организовало је друштвену забаву о месним Покладама те године. На почетку је отпевана друштвена химна, затим певане српске песме, да би потом дилетанти извели позоришну представу "Школски надзорник" од Косте Трифковића. Коста Матијашевић члан је рецитовао песму "Карађорђе", коју је написао тамошњи песник Јован Сундечић. У Дубровнику је постојала 1890. године "Добротворна задруга Српкиња". Године 1893. умро је у Сплиту велики српски добротвор Константин Вучковић трговац, родом из Босанске Крајине. Био је пословођа трговца Тузлића, родом из Сарајева, који му је оставио капитал од 100.000 ф. и аманет да га на племените циљеве потроши. Он је послушао у свему свог добротвора, и не само утрошио него и знатно увећао наслеђени капитал. Газда Константин је тестаментом одредио износ од невероватних 160.000 ф., да се од њега у Дубровнику оснује "Српско књижевно друштво 'Матица српска'". Његов наследник, као и он раније - пословођа те трговачке радње Стеван Перовић (јер се Вучковић није женио) био је дужан да исплати цео износ за најдуже 16 година, и то годишње по 10.000 ф. Док не постане власник тамошња "Матица српска", тим новцем ће располагати дубровачка, которска и рисанска црквена општина, а затим само дубровачка. На забави приређеној у част годишњице Светозара Милетића у Дубровнику, фебруара 1896. године, скупљен је чист прилог од 263 ф. 50 новчића. Тај новац је прослеђен новосадском "Братству" на располагање.
Умро је у Дубровнику 1893. године Валтазар плем. Гучић, потомак "гласовите" властелинске породице - "српска душа". "Покојник је љубио Српство, и своју децу васпитао у чисто српском духу". А учествовао је и у српском покрету на Приморју. Побожан иако католик, "љубећи Српство" поштовао је православље, а у његовом властелинском двору или у вили на Трстенове, Србима посетиоцима Дубровника су његова врата била широм отворена. Своје велико богатство приложио је породицама српских устаника. Српске новине су писале почетком 1897. године о Србину Дубровчанину, Николи Михановићу који се обогатио у Аргентини, у Буенос Ајресу. Он је за 24 године тамо стекао иметак од "10 милиона талира". Када је започео посао, имао је један брод који није могао да плови, због тога што није могао да купи угаљ, за погон. У међувремену Никола је постао власник чак 109 бродова, пет огромних зграда у том граду, више земљишта са бродарским радионицама и друге некретнине. Када је 1899. године умро Никола капетан Ковачевић свој иметак 3000 ф. је определио за хумане циљеве у родном Дубровнику. Од тога је 1500 ф. наменио дубровачкој српској црквеној општини да купи кућу у Пасату и у њој уреди сиротиште. Такође определио је мање износе за удове и сирочад морнара, православну сиротињу, а по 200 ф. за дубровачке српске установе - православни храм и српске основне школе (мушку и женску).
Године 1898. у Дубровнику је било пописано: 6405 римокатолика, 515 православаца, 15 лутерана, 206 реформатора, 76 Јевреја, два муслимана и један атеиста. По језику којим говоре код куће: српски је говорило 5823, италијански 677, словенски 19, чешки 48, пољски шест, немачки 263, мађарски 384.
У време заоштрења односа између Срба и Хрвата, непријатељство се појавило и у Дубровнику. Тежило се насилном "похрваћењу" Срба католика, а то је била елита тог града. Највећи притисак је вршен на тамошње виђене Србе католике, међу којима је било много свештеника па и фратара. Ти људи су међутим били начисто, не мешајући веру са својом нацијом и пореклом. Створио се јак покрет "Срба католика" (и православаца) у Дубровнику који је владао градом у последњој деценији 19. века (1890—1900). Елита Дубровачка коју предводе образовани и културни Срби католици, почиње да губи позиције јер појединци старе и умиру. Редови им се неминовно проређују, али остају светли тренуци који осветљавају тај сјајни период града. Тако је фрањевачки фратар у Дубровнику, Марковић настојатељ једног фрањевачког манастира у околини, полемишући са неким "Хрватом из Ријеке" (места поред Дубровника) бранећи се од напада у листу "Црвена Хрватска", изјавио за оне који га нападају да: "немају образа да се својим именом потпишу, нек знаду да је моје уверење то, да смо српске народности. Ради чега не могу да се 'похрватим' знаће и они... Јер прави Ријечанин се не страши, као ни ја, рећи оно што је."
Године 1897. у Дубровнику су деловала српска друштва и установе. "Народна дубровачка штионица" је основана 1863. године. У Управи су 1897. године - Лујо племенити Биззарро-Обручевић, Стијепо др Кнежевић, Иво капетан Богојевић, Божо Пилато и Вице Свилокос. Рекламирана је у америчком емигрантском календару 1910. године "Српска штедионица у Дубровнику". Давала је иста на "тешко уштеђен новац - брату Србину" 4% камату. У Управном одбору били су тада виђени Срби (католици и православни) Дубровчани : др Антун Пуљези, Иво Капитан Папи., Божо Пилато, Мићо Милишић и Ђорђо Драшковић. Срби певачи такође имају своје "Српско пјевачко друштво 'Слога'" основано је 1874. године. У Управи седе 1897. године - Стијепо Бравачић, Стијепо др Кнежевић, Јово Панић, Божо Јелић и Шпиро Берберовић. Дубровкиње се баве хуманитарним радом у оквиру свог удружења које се зове "Задруга Српкиња Дубровкиња" основана 1887. године. у Управи су биле 1897. године - Теодора Бошковић, Бабић Марија, Ковачевић Антонија, Мариновић Милка, Јелић Миле и Бабић Никола. Једно од интересних дружина је и "Дубровачко радничко друштво" основано 1874. године. Управу су чинили 1897. године - Иво Мишковић, Ђилдо Боб, Мићо Милишић, Иво Арсете и Антун Пасарић. Године 1898. болесни чланови су добијали помоћ од 60 златних турских лира (вредност). У нову Управу 1899. ушли су чланови: Карло Ђурашић, Антун Фабрис, Димитрије Бубало, Антун Фае и Матија Јарак. Основао је Влахо Кисић 1899. године у Реци Дубровачкој "Српску творницу леда", и тако решио вишегодишње потребе града.
У Дубровнику је радила - штампала књиге "Српска дубровачка штампарија" власника Антуна Писарића (1893—1907). Кнез Никола црногорски је 1894. године одликовао православног пароха у Дубровнику, Јована Бућина који се бави књижевношћу, орденом IV степена Даниловог реда. Дубровчани су 1895. године купили 193 акције "Српске банке" у Загребу. Покојни митрополит дабро-босански Георгије Ненадовић је још за време свог живота, основао фондацију у Дубровнику. Он је био што учитељ - што парох 28 година у Дубровнику. Било је то 1875. године, када је још био свештеник, и створио "Закладу проте Георгија Николајевића", за српске младиће из Дубровника и Бока которске. Од камате, на износ од 12.000 ф. наменио је за трошак њиховог школовања у гимназији и на "свеучилишту". Умро је у Дубровнику 1899. године Барон Франо племенити Геталди - Гондола, дубровачки начелник - витез малтешког реда. За њега се у некрологу каже да је "испустио своју родољубну српску душу последњи огранак прослављене породице Гундулић". Био је по племићког договору, који је важио у Дубровнику у 19. веку - нежења. Истражио је своје порекло у оквиру породице Гундулић, и био је међу најзаслужнијим за "српску странку" у Дубровнику. У Дубровнику је имао атеље српски сликар Влахо Буковац, којем је трговац уметнинама Петар Николић из Загреба, поверио 1901. године да изради велику слику "Благовештенски сабор". Дубровачка академска омладина издала је 1900. године проглас, у којем се позивају "Срби од Пеште до Црне Горе" на учешће на прослави у Дубровнику. 4/17. децембра планирано је обележавање седамдесетогодишњице "врлог Србина католика" и српског књижевника каноника декана др дум Ивана Стојановића. Омладина је желела да објави - "тури у свет" његово најбоље дело "Дубровачка књижевност". Позивали су на претплату те књиге, у којој ће бити и "Споменица" са његовим животописом, да се новац шаље на Јована Перовића правника. Дум Стојановић је написао и вредно дело "Историја Дубровника". Матица српска је исте године замолила Дубровчанина Антуна Фабриса, да напише биографију Стојановићеву, за њене потребе. Када се у Дубровнику у 2/2 19. века спонтано јавио "српски покрет", Стојановић - угледни достојанственик католичке цркве, се међу првима изјаснио да је "Србин католик". Постао је један од главних поборника "српске идеје и један од најуверенијих следбеника Вука Караџића." Професор Фабрис је био српски родољуб (а католик) који је радио на братском уједињењу Срба и Хрвата, због чега је и страдавао. Напустио је професорску катедру, јер је против њега отпочело "гоњење", па се посветио новинарству, уређујући прво лист "Дубровник" (1894). Ухапшени су 1902. године дубровачки Срби, Пасарић власник српске штампарије и Антун Фабрис уредник српског листа "Срђ", због песме "Бокешка ноћ" од младог Тријановића, датог у том листу. Створила се готово ни из чега политичка афера, заснована на наводној "велеиздаји" и то у изрежираној антисрпској атмосфери. Фабриса су пустили из тамнице на притисак целокупне штампе и нарочито француске кулутурне јавности. Али Антон је у затвору нарушио своје здравље; јавила се срчана мана и проблеми са плућима, што му је скратило живот; умро је 1904. године. Српска Дубровачка омладина је уз учествовање Срба Дубровчана обележила августа 1903. године успомену на пола века од смрти песника Бранка Радичевића. Тамошња "Српска дубровачка музика" је 1903. године прославила 25 година постојања, пригодном свечаношћу. У Дубровнику су 1905. године излазили српски листови: "Дубровник" - уредник Стево Врчевић (од 1892), и "Српска зора", које добијају многе српске читаонице.
У Дубровнику је живео познати српски сликар Далматинац, Марко Мурат. Рођен је у оближњој Шипанској луци 1864. године. Учио је сликарство у иностранству - Минхену, бавио се усавршавањем у Италији - Риму и Паризу. Део живота провео је у Београду, где се од 1906. године јавља као један од оснивача и и главних наставника Уметничке школе. Рат је провео у Дубровнику, где су га власти држале у немилости. У Дубровнику је одмах после Првог светског рата радио као шеф Надлештва за уметност и споменике, био цењен конзерватор, до 1932. године када се пензионисао по сопственој вољи. Био је један од наших "најдоследнијих" импресиониста и пленериста, а тематика дела је локална, далматинска.
Српска војска је 1918. године ослободила Дубровник. Грађани су били захвални династији Карађорђевић и подигли су 2. децембра 1924. године споменик српском краљу Петру I. Споменик је израдио чувени вајар Мештровић и исти је постављен код врата од Пила.

## Становништво
Дубровник је 1874. године имао 5305 грађана.
На попису становништва 2011. године, град Дубровник је имао 42.615 становника, од чега у самом Дубровнику 28.434.

### Град Дубровник
| Број становника по пописима | Број становника по пописима | Број становника по пописима | Број становника по пописима | Број становника по пописима | Број становника по пописима | Број становника по пописима | Број становника по пописима | Број становника по пописима | Број становника по пописима | Број становника по пописима | Број становника по пописима | Број становника по пописима | Број становника по пописима | Број становника по пописима | Број становника по пописима | Број становника по пописима |
| --------------------------- | --------------------------- | --------------------------- | --------------------------- | --------------------------- | --------------------------- | --------------------------- | --------------------------- | --------------------------- | --------------------------- | --------------------------- | --------------------------- | --------------------------- | --------------------------- | --------------------------- | --------------------------- | --------------------------- |
| 1857.                       | 1869.                       | 1880.                       | 1890.                       | 1900.                       | 1910.                       | 1921.                       | 1931.                       | 1948.                       | 1953.                       | 1961.                       | 1971.                       | 1981.                       | 1991.                       | 2001.                       | 2011.                       | 2021.                       |
| 14.445                      | 13.398                      | 15.666                      | 15.329                      | 17.384                      | 18.396                      | 16.719                      | 20.420                      | 21.778                      | 24.296                      | 27.793                      | 35.628                      | 46.025                      | 51.597                      | 43.770                      | 42.615                      | 41.562                      |

Напомена: Настао из старе општине Дубровник. У 1981. и 1991. садржи део података општине Жупа дубровачка.

### Дубровник (насељено место)
| Број становника по пописима | Број становника по пописима | Број становника по пописима | Број становника по пописима | Број становника по пописима | Број становника по пописима | Број становника по пописима | Број становника по пописима | Број становника по пописима | Број становника по пописима | Број становника по пописима | Број становника по пописима | Број становника по пописима | Број становника по пописима | Број становника по пописима | Број становника по пописима | Број становника по пописима |
| --------------------------- | --------------------------- | --------------------------- | --------------------------- | --------------------------- | --------------------------- | --------------------------- | --------------------------- | --------------------------- | --------------------------- | --------------------------- | --------------------------- | --------------------------- | --------------------------- | --------------------------- | --------------------------- | --------------------------- |
| 1857.                       | 1869.                       | 1880.                       | 1890.                       | 1900.                       | 1910.                       | 1921.                       | 1931.                       | 1948.                       | 1953.                       | 1961.                       | 1971.                       | 1981.                       | 1991.                       | 2001.                       | 2011.                       | 2021.                       |
| 6.451                       | 6.032                       | 8.460                       | 8.531                       | 10.671                      | 11.823                      | 10.425                      | 14.137                      | 15.875                      | 18.286                      | 22.210                      | 30.161                      | 41.864                      | 47.348                      | 30.436                      | 28.434                      | 26.992                      |

Напомена: Од 1857. до 1971. садржи податке за бивша насеља Груж-лука и Лапад. У 2001. смањено је издвајањем насеља Босанка, Брашина (општина Жупа дубровачка), Бргат Горњи (општина Жупа дубровачка), Бргат Доњи (општина Жупа дубровачка), Буићи (општина Жупа дубровачка), Горње Обуљено, Грбавац (општина Жупа дубровачка), Доње Обуљено, Завреље (општина Жупа дубровачка), Кнежица, Комолац, Купари (општина Жупа дубровачка), Макоше (општина Жупа дубровачка), Мартиновићи (општина Жупа дубровачка), Млини (општина Жупа дубровачка), Мокошица, Нова Мокошица, Петрача (општина Жупа дубровачка), Петрово Село, Плат (општина Жупа дубровачка), Побрежје, Пријевор, Рожат, Солине (општина Жупа дубровачка), Сребрено (општина Жупа дубровачка), Сустјепан, Чајковићи, Чајковица, Челопеци (општина Жупа дубровачка), Чибача (општина Жупа дубровачка) и Шумет. У 1981. и 1991. садржи податке за насеља Босанка, Брашина (општина Жупа дубровачка), Горње Обуљено, Доње Обуљено, Завреље (општина Жупа дубровачка), Комолац, Купари (општина Жупа дубровачка), Млини (општина Жупа дубровачка), Мокошица, Петрача (општина Жупа дубровачка), Петрово Село, Побрежје, Пријевор, Рожат, Сребрено (општина Жупа дубровачка), Чајковићи, Челопеци (општина Жупа дубровачка) и Чибача (општина Жупа дубровачка). Од 1857. до 1991. садржи податке за насеље Нова Мокошица.

### Попис 1991.
На попису становништва 1991. године, насељено место Дубровник је имало 49.728 становника, следећег националног састава:
| Попис 1991.‍    | Попис 1991.‍  | Попис 1991.‍ | Попис 1991.‍ | Попис 1991.‍ |
| -------------- | ------------ | ----------- | ----------- | ----------- |
|                |              |             |             |             |
| Хрвати         | Хрвати       |             | 38.521      | 77,46%      |
| Срби           | Срби         |             | 4.342       | 8,73%       |
| Муслимани      | Муслимани    |             | 2.715       | 5,45%       |
| Југословени    | Југословени  |             | 1.026       | 2,06%       |
| Црногорци      | Црногорци    |             | 609         | 1,22%       |
| Албанци        | Албанци      |             | 195         | 0,39%       |
| Словенци       | Словенци     |             | 153         | 0,30%       |
| Македонци      | Македонци    |             | 73          | 0,14%       |
| Мађари         | Мађари       |             | 55          | 0,11%       |
| Италијани      | Италијани    |             | 45          | 0,09%       |
| Немци          | Немци        |             | 34          | 0,06%       |
| Јевреји        | Јевреји      |             | 19          | 0,03%       |
| Чеси           | Чеси         |             | 19          | 0,03%       |
| Словаци        | Словаци      |             | 17          | 0,03%       |
| Руси           | Руси         |             | 15          | 0,03%       |
| Пољаци         | Пољаци       |             | 14          | 0,02%       |
| Русини         | Русини       |             | 13          | 0,02%       |
| Аустријанци    | Аустријанци  |             | 9           | 0,01%       |
| Бугари         | Бугари       |             | 6           | 0,01%       |
| Украјинци      | Украјинци    |             | 5           | 0,01%       |
| Румуни         | Румуни       |             | 3           | 0,00%       |
| Грци           | Грци         |             | 2           | 0,00%       |
| Роми           | Роми         |             | 2           | 0,00%       |
| Турци          | Турци        |             | 1           | 0,00%       |
| остали         | остали       |             | 85          | 0,17%       |
| неопредељени   | неопредељени |             | 1.065       | 2,14%       |
| регион. опр.   | регион. опр. |             | 146         | 0,29%       |
| непознато      | непознато    |             | 539         | 1,08%       |
| укупно: 49.728 |              |             |             |             |

## Занимљивости
У Загребу је 1765. године основан конзулат Дубровачке републике за целу Хрватску. Загребачка фирма Франк је рекламирала кафу ћириличним писмом у Дубровнику 1897. (календар Срба католика из Дубровника Дубровник).

## Партнерски градови
- Равена
- Бад Хомбург
- Вуковар
- Грац
- Хелсингборг
- Рагуза
- Сарајево
- Монтереј
- Ријеј Малмезон
- Ванкувер
- Хакари
- Трани
- Венеција
- Серо де Паско
- Пунта дел Есте